# Llista de municipis d'Oristany
Aquesta és la llista dels 88 municipis de la província d'Oristany (Sardenya), amb el seu nom oficial en italià i el seu equivalent en sard.
| Nom sard              | Nom italià             |
| Abbasanta             | Abbasanta              |
| Bidumajore            | Aidomaggiore           |
| Ollasta Useddus       | Albagiara              |
| Abas                  | Ales                   |
| Àllai                 | Allai                  |
| Arborea               | Arborea                |
| Ardaule               | Ardauli                |
| Assolu                | Assolo                 |
| Asuni                 | Asuni                  |
| Baradìle              | Baradili               |
| Boàtiri               | Baratili San Pietro    |
| Baressa               | Baressa                |
| Baulau                | Bauladu                |
| Biduniu               | Bidonì                 |
| Bonàrcado             | Bonarcado              |
| Boroneddu             | Boroneddu              |
| Bosa                  | Bosa                   |
| Busache               | Busachi                |
| Crabas                | Cabras                 |
| Cullieri              | Cuglieri               |
| Crucuris              | Curcuris               |
| Flùssio               | Flusio                 |
| Fordongianus          | Fordongianus           |
| Genoni                | Genoni                 |
| Bilartzi              | Ghilarza               |
| Gonnoscodina          | Gonnoscodina           |
| Gonnosnò              | Gonnosnò               |
| Gonnostramatza        | Gonnostramatza         |
| Làcuni                | Laconi                 |
| Magumadas             | Magomadas              |
| Marrùbiu              | Marrubiu               |
| Masuddas              | Masullas               |
| Milis                 | Milis                  |
| Mòdolo                | Modolo                 |
| Mogoredda             | Mogorella              |
| Mòguru                | Mogoro                 |
| Montresta             | Montresta              |
| Margaxori             | Morgongiori            |
| Narbulia              | Narbolia               |
| Neunele               | Neoneli                |
| Norghiddu             | Norbello               |
| Nughedu               | Nughedu Santa Vittoria |
| Nurachi               | Nurachi                |
| Nureci                | Nureci                 |
| Ollasta               | Ollastra               |
| Aristanis             | Oristano               |
| Pramas                | Palmas Arborea         |
| Pau                   | Pau                    |
| Paule                 | Paulilatino            |
| Pompu                 | Pompu                  |
| Arriora               | Riola Sardo            |
| Arruinas              | Ruinas                 |
| Sàgama                | Sagama                 |
| Samugheu              | Samugheo               |
| Arcidanu              | San Nicolò d'Arcidano  |
| Sant 'Eru             | San Vero Milis         |
| Santa Justa           | Santa Giusta           |
| Santu Lussurzu        | Santu Lussurgiu        |
| Iscanu                | Scano di Montiferro    |
| Sèdilo                | Sedilo                 |
| Sèneghe               | Seneghe                |
| Senis                 | Senis                  |
| Sennariolo            | Sennariolo             |
| Siimajori             | Siamaggiore            |
| Siamanna              | Siamanna               |
| Siipiccia             | Siapiccia              |
| Sìmala                | Simala                 |
| Simaghis              | Simaxis                |
| Sini                  | Sini                   |
| Siris                 | Siris                  |
| Soddie                | Soddì                  |
| Solarussa             | Solarussa              |
| Sorradile             | Sorradile              |
| Sune                  | Suni                   |
| Tadasune              | Tadasuni               |
| Terrarba              | Terralba               |
| Tinnura               | Tinnura                |
| Tramatza              | Tramatza               |
| Tresnuraghes          | Tresnuraghes           |
| Ula                   | Ula Tirso              |
| Uras                  | Uras                   |
| Useddus               | Usellus                |
| Santu Antoni Arruìnas | Villa Sant'Antonio     |
| Bàini                 | Villa Verde            |
| Biddanoa Truschedu    | Villanova Truschedu    |
| Biddaubrana           | Villaurbana            |
| Tzeddiani             | Zeddiani               |
| Tzorfuliu             | Zerfaliu               |